# عيد الاستقلال (نيجيريا)
عيد الاستقلال هو عطلة وطنية رسمية في نيجيريا، يتم الاحتفال به في الأول من أكتوبر، والذي يصادف إعلان استقلال البلاد عن الحكم البريطاني في 1 أكتوبر 1960. 

## تاريخ

### خلفية
في عام 1914، تم دمج محمية جنوب نيجيريا مع محمية شمال نيجيريا لإنشاء مستعمرة ومحمية نيجيريا، التي تقع على حدود نيجيريا الحالية.  وبحلول أواخر الخمسينيات من القرن العشرين، أدت الدعوة إلى استقلال المناطق في أفريقيا وتراجع الإمبراطورية البريطانية إلى منح البلاد الاستقلال في 1 أكتوبر 1960 تحت اسم اتحاد نيجيريا. وبعد انقراض 3 سنوات، عُدّل الدستور وتم إعلان البلاد جمهورية نيجيريا الاتحادية، حيث شهد ذلك تنصيب نامدي أزيكيوي، الحاكم العام السابق، كأول رئيس للبلاد. 

### عيد الاستقلال الأول
في عام 1960، تشرف الملازم ديفيد إيجور، الذي أصبح فيما بعد رئيس أركان الجيش النيجيري، بقيادة الحرس في حفل رفع العلم في منتصف الليل. 

## احتفالات
يتم الاحتفال بالعيد سنويًا من قبل حكومة نيجيريا. وتنطلق الاحتفالات بخطاب الرئيس الموجه للشعب، والذي يتم بثّه عبر الإذاعة والتلفزيون.  تقام احتفالات أيضاً في جميع القطاعات في نيجيريا، بما في ذلك القوات المسلحة النيجيرية، وقوات الشرطة النيجيرية، ووزارة الخارجية، والقوى العاملة وخدمات التعليم الوطني. كما تقوم المدارس الابتدائية والثانوية بمسيرة احتفالية في مختلف عواصم الولايات ومناطق الحكومات المحلية.  تمتلئ الشوارع بالاحتفالات حيث يتدفق الأفراد والمجموعات إلى الشوارع وهم يرتدون اللون الأخضر والأبيض.  يتم إغلاق المكاتب والأسواق في نيجيريا في 1 أكتوبر.

### المسيرات الوطنية
يقام عرض عسكري مدني سنوي في ساحة "إيغل"، بحضور كبار أعضاء مجلس الوزراء الرئاسي النيجيري. خلال الحدث، يقوم الرئيس، بصفته القائد الأعلى، وكذلك قائد لواء الحرس الرئاسي، بتفقد حرس الشرف (المكون من الجيش النيجيري، والبحرية، والقوات الجوية، وقوات الشرطة، و فيلق الأمن والدفاع المدني، والقوات شبه العسكرية الأخرى) في سيارة تفتيش. يتم تقديم الموسيقى والتحية من قبل الفرق الموسيقية الحاشدة للقوات المسلحة النيجيرية، بقيادة مدير فيلق فرقة الجيش النيجيري. أطلقت مفرزة من فوج مدفعية الجيش 21 طلقة تحية مع انتهاء الحدث. 

## احتفالات خارج نيجيريا
وفي نيويورك، تشهد الشوارع احتفالات بيوم استقلال نيجيريا منذ عام 1991. وتعد الاحتفالات في الولايات المتحدة أكبر احتفالات استقالا نيجيريا خارج البلاد، وعادة ما يشارك فيها ما يقارب 75 ألف شخص كل عام.  

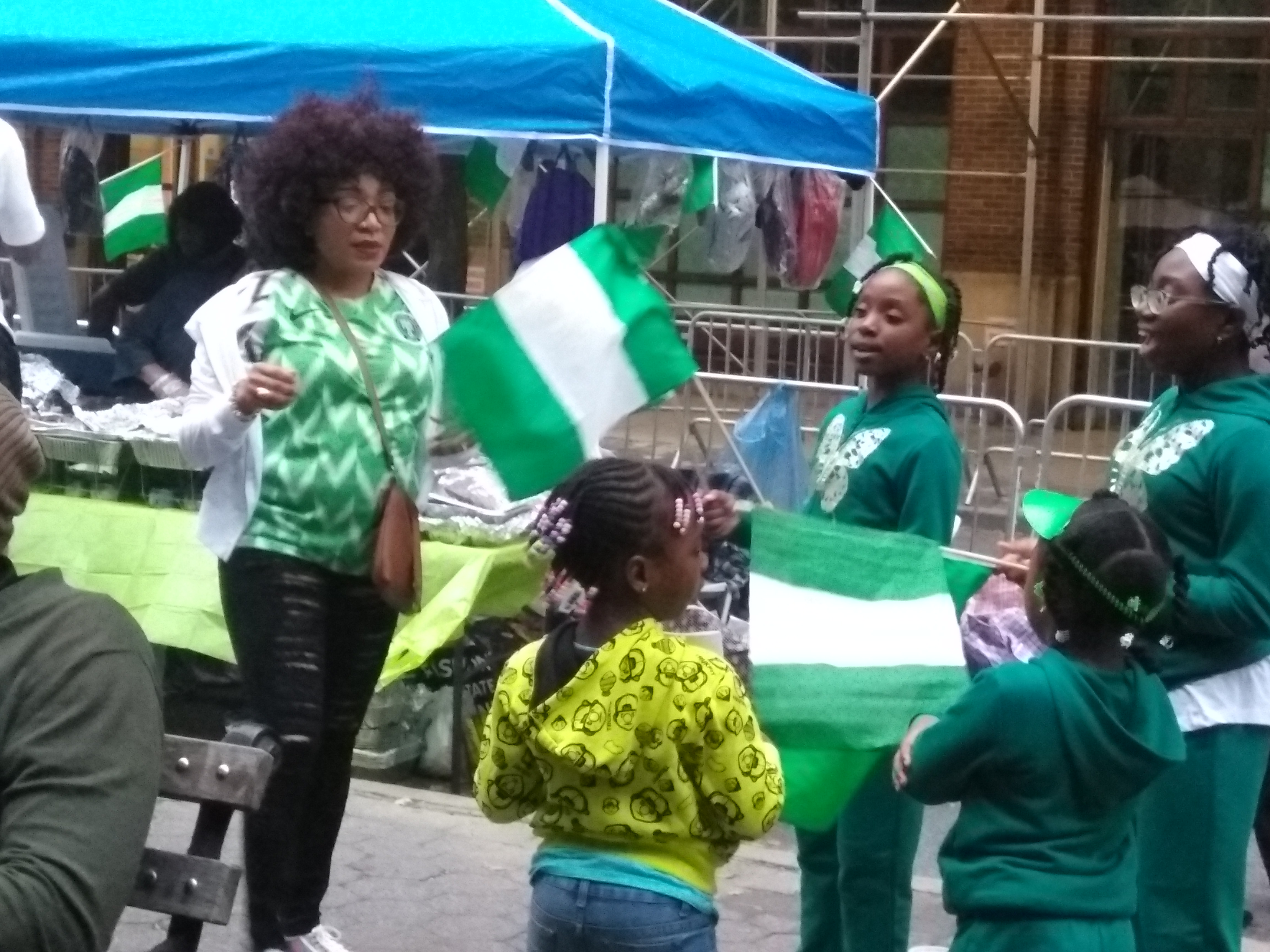
عيد استقلال نيجيريا بنيويورك، 2018

## الذكرى السنوية البارزة
- اليوبيل الذهبي (2010)
- اليوبيل الماسي (2020)